# كريم العريبي
كريم العريبي (بالإيطالية: Karim Laribi)‏ (20 أبريل 1991 بميلانو في إيطاليا - ) هو لاعب كرة قدم إيطالي تونسي في مركز الوسط. شارك مع منتخب إيطاليا تحت 20 سنة لكرة القدم ومنتخب إيطاليا تحت 21 سنة لكرة القدم ومنتخب إيطاليا لكرة القدم للدرجة الثانية ‏. أما مع النوادي، فقد لعب مع إنتر ميلان ونادي باليرمو ونادي بولونيا ونادي ساسولو ونادي فوجيا ونادي فولهام ولاتينا كالتشيو.

## وصلات خارجية
- كريم العريبي على موقع إي إس بي إن إف سي (الإنجليزية)
- كريم العريبي على موقع قاعدة بيانات كرة القدم.إي يو (الإنجليزية)
- كريم العريبي على موقع ناشيونال فوتبول تيمز (الإنجليزية)
- كريم العريبي على موقع Soccerbase.com (لاعب) (الإنجليزية)
- كريم العريبي على موقع Soccerway.com (الإنجليزية)
- كريم العريبي على موقع عالم كرة القدم.نت (الإنجليزية)
- كريم العريبي على موقع AS.com (الإسبانية)